# ام‌وی مانلی (۱۹۶۵)
ام‌وی مانلی (۱۹۶۵) (به انگلیسی: MV Manly (1965)) یک کشتی است که طول آن ۱۸٫۶ متر (۶۱ فوت) می‌باشد. این کشتی در سال ۱۹۶۴ ساخته شد.